# Дадуев, Абу Дадуевич
Абу Дадуевич Дадуев (10 июля 1922, Терское, Северо-Кавказский край — 28 февраля 2006) — чеченский писатель и поэт.

## Биография
В 1940 году Дадуев окончил школу. В том же году он окончил полугодичные курсы по подготовке учителей, после чего начал преподавать в родном селе.
В 1944 году в результате депортации оказался во Фрунзе (Киргизская ССР), где жил и работал некоторое время. Позже он переехал в Алма-Ату (столицу Казахской ССР).
В 1957 году Чечено-Ингушская АССР была восстановлена и Дадуев в том же году вернулся на родину. Он работал корректором, редактором и переводчиком в литературном альманахе «Орга», газете «Ленинан некъ», Чечено-Ингушском книжном издательстве, сотрудничал с чеченским радио и телевидением.

## Творчество
С детства интересовался чеченским фольклором. Будучи школьником начал собирать произведения устного народного творчества. Ещё в школе начал писать рассказы и стихи, которые, однако, не публиковал.
В депортации продолжал писать, но возможности публиковаться для спецпереселенцев не было. После смерти Сталина депортированным стали делать некоторые поблажки, в частности, в 1955 году в Алма-Ате началось издание газеты на чеченском языке «Къинхьегаман байракх» (с чеч. — «Знамя труда»). Дадуев был приглашён на работу в эту газету и начал публиковать в ней свои произведения. Также он готовил публицистические передачи, делал литературные обозрения, писал очерки о передовиках производства, занимался переводами художественных произведений и научно-публицистических статей на чеченский язык. Многие его стихи были положены на музыку и вошли в репертуар ведущих чеченских исполнителей.
Адиз Кусаев писал:
… он хорошо знал чеченскую народную мудрость, потому что вместе с супругой Рабу Дадуевой, народной сказительницей, много лет занимался сбором, систематизацией и публикацией произведений устного народного творчества чеченцев. Многие из собранных ими чеченских народных песен и сказок опубликованы в нескольких выпусках народной мудрости на чеченском языке, в газетах, альманахе «Орга», а также в переводах на русский язык в сборниках фольклора народов СССР, изданных в Москве, Ленинграде, Грозном.

## Память
Одной из улиц Толстой-Юрта в 2017 году присвоено имя супругов Дадуевых.

### На чеченском языке
- Ишттанаш а хуьлу. Дийцарш. Грозный, 1966
- ТІаьхьа делахь а… Дийцарш. Грозный, 1971
- Кавказан зІаьнарш. Поэзи. Грозный, 1969
- Мела мох. Яздархочун А. Окскийн берашна дийцарш. Гочдина Дадуев Абус. Грозный, 1961

### На русском языке
- Стихи. Антология Чечено-Ингушской поэзии. Грозный, 1981